# 梁子美
梁子美（1046年—1123年），字才甫，郓州须城县（今山东省东平县）人，北宋政治人物，同中书门下平章事梁適的孙子，宋徽宗时尚书右丞、尚书左丞、中书侍郎。

## 生平
梁子美以荫入官为将仕郎，迁秘书省校书郎，历光禄寺丞，济州、滨州监税，后担任右朝奉郎判郑州。绍圣初年提举梓州路常平，转任湖南路（治所在今湖南省长沙市）常平司。当时恢复役法，他先于诸路颁布役书，因政绩迁提点刑狱。绍圣三年（1096年），由湖南路常平除广西提刑，改荆湖南路提学。宋徽宗即位，梁子美担任尚書郎中。中书舍人邹浩将他封还，改任京西（治所在今洛阳市）路转运副使。谏官说他不应该在近畿任官，改为成都路。官直龙图阁学士，为河北都转运使。梁子美作为转运使把地方财富以进奉宋徽宗，捐缗钱三百万买北珠以贡奉。以此得显位，官至枢密直学士、户部尚书兼开封尹，赐金鱼袋。子美恳避，上曰：“卿四世京尹，缙绅盛事。”诏作记，揭于厅事。
大观元年（1107年）行尚书右丞，转任尚书左丞，中书侍郎。以资政殿大学士知郓州、定州，以京东路安抚使进观文殿大学士，赐紫金光禄大夫。政和二年(1112年)，罢职出知郓州，移大名府。政和三年（1113年），坐事责居单州，起知青州。政和六年(1116年)，再知大名。宣和四年（1122年）因病罢宁远军节度使，开府仪同三司、提举嵩山崇福宫，赐安定郡开国公。宋徽宗宣和五年（1123年）卒于家中，享年78岁。梁子美去世后，赠少保，谥安烈。元配宋氏封文安郡夫人，赠福国夫人。
梁子美以恩补官至户部尚书，历四朝六十载，皆得崇信，“共成大观之治，功直道行而不坠山东之家法，士大夫以为信”，曾两次知东平府。致仕后建堂阁保藏皇帝所赐数百轴御诗书画，宋徽宗亲题榜曰：“耆英”。仿古人创“元老会”，延亲党故人游乐赋诗，著作有《耆英集》。其为官之地，民众曾为其立生祠，可见其治绩。梁子美在宋哲宗绍圣年间任湖南常平提举，当时刚刚恢复“复役法”，梁子美首先在当地推广，因而受到朝廷的瞩目。梁子美与朝中权臣相善，如李邦彦，“阴结蔡攸、梁师成等”，都人曰为“浪子宰相”。赵野，尚书左丞，建炎间守密州，弃城遁逃。还有白时中官至太宰兼中书门下侍郎。此三人与张邦昌、王孝迪、蔡京等人相善。梁子美在任转运使期间，不顾国家的利益，用税款3百万缗买来“北珠”讨好皇上。北珠出产于女真族居住的地方，梁子美从契丹人手里购买，契丹人为图其利，役使女真族9人民捕获“海东青”以获得北珠，女真族不堪忍受奴役，奋起反抗。梁子美向皇帝进贡“北珠”，成为女真抗辽、抗宋三国之间战争灾害的祸端。宋徽宗崇宁年间，各路漕运大臣都向皇帝进奉“羡余”。两国(宋金)之祸盖基于此。

## 家族
- 天祖：梁惟忠，尝任天平军节度判官、追封夏国公
- 天祖母：卫氏，追封商国太夫人
- 高祖：梁文度，赠太师，中书令兼尚书令、追封魏国公
- 高祖母：邹氏，追封韩国太夫人
- 曾祖：梁颢，终官右谏议大夫，翰林学士、赠太师，中书令兼尚书令，开府仪同三司、追封雍国公，周国公，燕国公
- 曾祖母：阎氏，追封魏国太夫人、唐国太夫人、冀国太夫人
- 祖：梁适，终官观文殿大学士、礼部尚书、昭德军节度使、检校太师、授太子太保致仕、迁太子太傅、赠太师，中书令兼尚书令，开府仪同三司、累封徐国公，秦国公、追封益国公，郓国公
- 祖母：任氏，越国太夫人、徐国太夫人、追封曹国太夫人
- 父：梁彦昌，终官朝奉郎、职方司员外郎、通判德顺军、轻车都尉、赐绯鱼袋、赠光禄大夫、特赠太子少师、追封崇国公
- 母：张氏，累封寿安县君、东平郡太君、累赠清河郡太夫人、嘉国太夫人
- 兄：梁子骏，终官奉议郎
- 弟：梁子建，终官太常寺太祝
- 弟：梁子履，通直郎、签书开德府判官事
- 弟：梁子博，通直郎、通判兴元府事
- 妹：梁氏，适朝奉大夫刘裴
  - 甥：刘若纳
- 妹：梁氏，适从事郎田宜
- 妻：宋氏，累封文安郡君、文安郡夫人、追封福国夫人
- 子：梁严祖，朝散大夫、管勾南京鸿庆宫
- 子：梁恭祖，太庙斋郎
- 子：梁昭祖，承事郎、河北路转运使司勾当公事，早卒
- 子：梁师祖，太庙斋郎，早卒
- 子：梁扬祖，终官显谟阁学士，兵部侍郎、陞宝文阁学士、提举江州太平兴国宫、赠特进，龙图阁学士
- 子：梁宣祖，承事郎，早卒
- 子：梁兴祖，承事郎
- 女：梁氏，适朝奉大夫章援
- 女：梁氏，适奉议郎范祖义
- 女：梁氏，适奉议郎苏遲

- 孙：梁端，朝请大夫、直秘阁
- 孙：梁竴，承奉郎
- 孙：梁竑，承务郎
- 孙：梁立义，承务郎
- 孙：梁立需，承务郎
- 孙：未名而卒
- 孙：未名而卒
- 孙：未名而卒
- 孙：未名而卒
- 孙：未名而卒
- 孙：未名而卒
- 孙：未名而卒
- 孙：未名而卒
- 孙：未名而卒
- 孙：未名而卒
- 孙：未名而卒
- 孙：未名而卒
- 孙：未名而卒
- 孙：未名而卒
- 孙：未名而卒
- 孙：未名而卒
- 孙女：梁氏
- 孙女：梁氏
- 孙女：梁氏
- 曾孙女：梁氏
- 曾孙女：梁氏，早卒